# 联盟MS-05
联盟MS-05是俄罗斯宇航联盟号的第134次飞行，本次任务将远征52的三名宇航员送到国际空间站。2017年7月28日飞船从哈萨克斯坦拜科努尔航天发射场发射升空 ，6小时13分钟后与国际空间站对接。飞船在2017年12月14日返回地球，同时带回三名宇航员。

## 机组人员
| 职位        | 姓名              | 飞行次数 |
| ----------- | ----------------- | -------- |
| 指令长      | 谢尔盖·梁赞斯基   | 第2次    |
| 飞行工程师1 | 兰道夫·布列兹尼克 | 第3次    |
| 飞行工程师2 | 保罗·内斯波利     | 第2次    |